# 1913–1914-es magyar labdarúgókupa
Az 1913–1914-es magyar kupa a sorozat 5. kiírása volt, melyen az MTK csapata 4. alkalommal diadalmaskodott.
Az első világháború miatt 1915-1920 között nem rendezték meg, szünetelt a torna kiírása.

## Döntő
| 1. csapat                 | Eredmény | 2. csapat             |
| ------------------------- | -------- | --------------------- |
| Magyar Testgyakorlók Köre | 4–0      | Magyar Atlétikai Club |

| 1914. június 7. |

| Magyar Testgyakorlók Köre           | 4–0               | Magyar Atlétikai Club |
| ----------------------------------- | ----------------- | --------------------- |
| Konrád 10' 65' Taussig 15' Rácz 30' | (3–0) Jegyzőkönyv |                       |

| Üllői út, Budapest Nézőszám: 8 000 Játékvezető: Palócz Mátyás (magyar) |

## Külső hivatkozások
- 1913–1914-as magyar labdarúgókupa. magyarfutball.h. (Hozzáférés: 2014. június 21.)